# Marlow (Buckinghamshire)
Marlow – miasto w Wielkiej Brytanii, w Anglii, w hrabstwie Buckinghamshire, położone nad Tamizą. W 2001 liczba ludności miasta wynosiła 17 522.
Pierwsza wzmianka o Marlow pochodzi z początku XI w. W drugiej połowie tego stulecia król Anglii Wilhelm Zdobywca darował miasto swej żonie. Później pozostawała m.in. w rękach lordów Gloucester i Warwick. Stanowiło ważny punkt na szlaku handlowym biegnącym Tamizą do Londynu. 
W mieście znajduje się kilka zabytków, m.in. most na Tamizie pochodzący z XIX w. i stanowiący kopię Mostu Łańcuchowego w Budapeszcie.

## Miasta partnerskie
- Marly-le-Roi, Francja